# Riesenrad Blackpool
Koordinaten: 53° 49′ 0″ N, 3° 3′ 6″ W

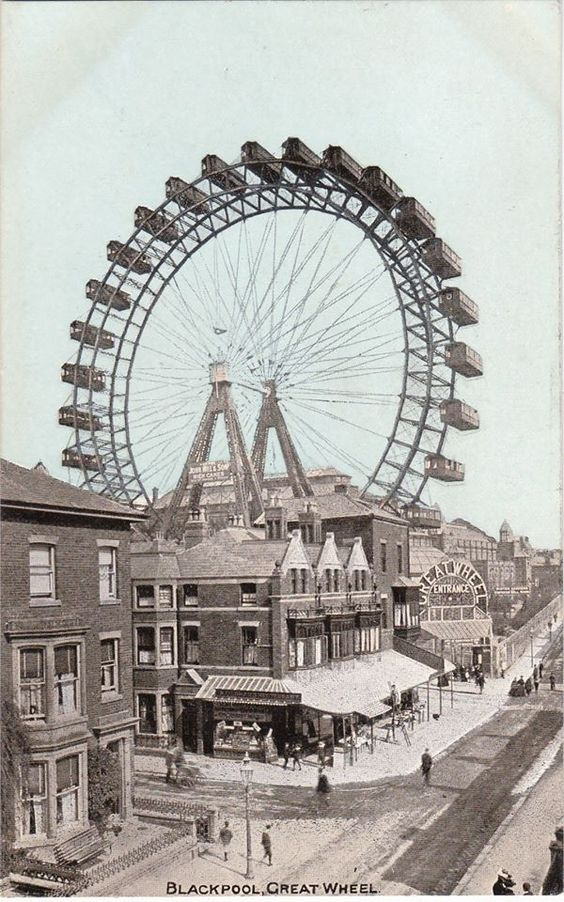
Riesenrad Blackpool (um 1900)

Das Riesenrad Blackpool war ein 67 Meter hohes Riesenrad im nordenglischen Küsten- und Badeort Blackpool. Es wurde 1896 – und damit ein Jahr vor dem Wiener Riesenrad – eröffnet und aufgrund mangelnder Auslastung 1928 abgebaut. Heutzutage erinnert eine Blue Plaque am ehemaligen Standort bei den Winter Gardens an diese frühere Landmarke. Als Konkurrenz zu anderen Unterhaltungsbetrieben in Blackpool entworfen, fiel es ihr 32 Jahre später schließlich selbst zum Opfer.
Es gehörte zu Beginn des 20. Jahrhunderts zu den größten Riesenrädern der Welt.

## Geschichte

### Vorgeschichte
Der Ort Blackpool erfuhr durch die Einführung der Elektrizität und den sukzessiven Ausbau als Bade-, Unterhaltungs- und Ferienort einen enormen Schub in der Stadtentwicklung. Während bis 1876 die Stadt nur rund 10.000 Einwohner hatte und kaum wuchs, änderte sich das ab den 1880er Jahren und folgenden Jahrzehnten stark. Bereits 1879 besuchten jährlich rund eine Million Gäste Blackpool mit der Eisenbahn, 1893 stieg diese Zahl auf zwei Millionen und unmittelbar vor Ausbruch des Ersten Weltkrieges sogar auf vier Millionen.
Mit dem Bau des Blackpool Tower von 1891 bis 1894, der nicht nur als technischer Erfolg gewertet wurde, sondern in England auch als neue Attraktion viele Besucher anzog, entwickelte sich eine profitträchtige Sehenswürdigkeit. Gleichzeitig erwies sich der Turm aber auch als starker Konkurrent für den Unterhaltungskomplex Winter Gardens. Das Management reagierte 1896 darauf, indem es seine Einrichtungen verbesserte. Um die Attraktivität weiter zu steigern entschied man sich, auf dem benachbarten Grundstück ein Riesenrad zu errichten.

### Planung
Vorbild für den Bau des Riesenrades in Blackpool war das erste 84 Meter hohe, von George Ferris errichtete Riesenrad auf der Weltausstellung in Chicago 1893. Es wurde von einer Dampfmaschine betrieben. Der britische Marineoffizier und Ingenieur Walter Bassett kaufte Ferris das Patent ab und errichtete 1895 zunächst auf dem Londoner Messegelände in Earls Court ein 94 Meter hohes Riesenrad. Es wurde anlässlich der Kolonialausstellung Empire of India Exhibition errichtet. Mit diesem Projekt erlangte Basset landesweite Bekanntheit und erhielt durch die Betreiber der Winter Gardens den Zuschlag, auch in ihrer Stadt ein solches Riesenrad zu errichten. Basset setzte Hubert Cecil Booth während des gesamten Projekts als beratenden Ingenieur ein, der später auch zum Chefkonstrukteur des Wiener Riesenrades wurde. Walter Basset blieb mit seiner Erfahrung und Motivation die treibende Kraft des Bauvorhabens. Die Blackpool Gazette und der Herald beschrieben ihn als „ein Nervenbündel, der die Idee gegeben hatte und sich hier und da und überall aufhält“.
Für die Umsetzung des Bauvorhabens wurde am 28. April 1896 die Blackpool Gigantic Wheel Co., Ltd. mit einem Startkapital von 50.000 Pfund Sterling gegründet. Neben Basset waren F. Astbury aus Manchester, James Pearson aus Blackpool, A. Bottomley aus Halifax und F. A. Badmann aus Birmingham Anteilseigner der Baugesellschaft. Ein häufiger Wechsel von Architekten zeugte wohl von einer relativen Uneinigkeit zwischen Basset und James Graydon, der ebenfalls Patentrechte an zwei Riesenrädern hatte. Als Standort wurde die nordwestliche Straßenecke zwischen der Coronation und der Adelaide Street ausgesucht.

### Bau

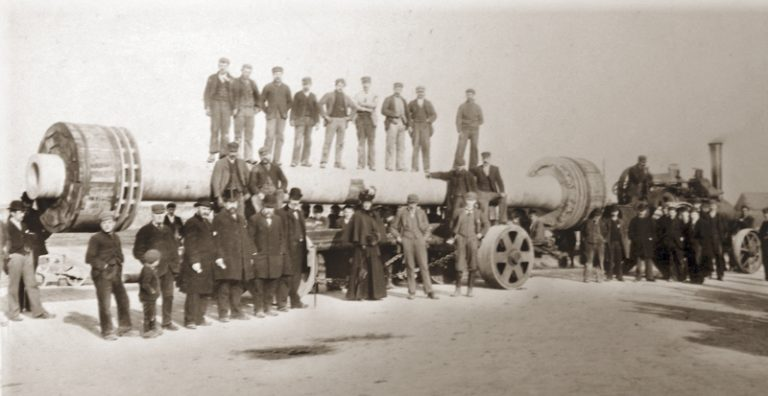
Bauarbeiten zum Riesenrad (1895)

Im Dezember 1895 begann der Baugrubenaushub für die massiven Fundamente des Riesenrades, welches neben Pavilion Horseshoe des Winter Gardens gesetzt wurde. Als Fundament verwendete man eine 3,4 Meter dick gegossene Betonschicht. Trotz des strengen Winters waren die Gründungsarbeiten Ende Januar 1896 beendet. Die Arrol’s Bridge And Roof Company aus Glasgow erhielt von Basset den Auftrag zur Ausführung; sie war bereits bei der Errichtung des Londoner Riesenrades in Earls Court beteiligt und maßgeblich für die Errichtung des Stahlfachwerks verantwortlich. Im Februar 1896 wurde mit der eigentlichen Errichtung begonnen. Dazu wurden zwei je 24 Meter hohe Holzplattformen aufgebaut, auf denen zwei drei Tonnen schwere Kräne mit Derrickauslegern platziert wurden. Sie hoben die Stahlteile auf die erforderliche Montagehöhe. Danach wurden die vier 33,5 Meter hohen genieteten Stahlachsensäulen aufgerichtet, die als Stützkonstruktion für das Riesenrad dienten. Die letzte Säule wurde am 19. März 1896 aufgebaut.

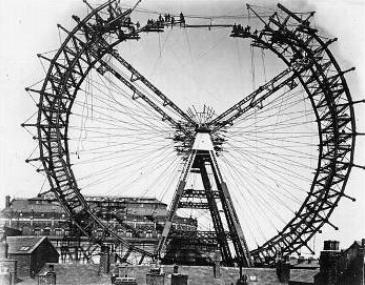
Baufortschritt am Riesenrad Blackpool

Eine besondere bauliche Herausforderung stellten der Transport und die Montage der Stahlachse des Riesenrades dar. Das von William Beardmore & Co. aus Parkhead in Glasgow aus einem Stück gefertigte Bauteil wog über 29 Tonnen, war 12,4 Meter lang und maß 0,66 Meter im Durchmesser. Der Transport von Glasgow nach Blackpool erfolgte wegen des Gewichts auf einem Eisenbahnwagen. Wegen der extremen Belastung dauerte die Überführung eine Woche und es mussten regelmäßig Zwischenhalte eingelegt werden, um die Räder des Waggons zu kühlen. Die mehrstündige Überführung vom Bahnhof an die Baustelle war von Pannen geprägt. Vor Ort an der Baustelle beschädigten die Räder des Transportwagens sowohl die Straße und die Bürgersteige sowie eine Gasleitung. Glücklicherweise führte der Gasaustritt zu keiner Explosion. Bis zum 8. August 1896 waren die Arbeiten am Stahlskelett des Riesenrades abgeschlossen. Im nächsten Schritt wurden die 30 Fahrgondeln, welche durch Marshall, Brown and Co. aus Birmingham gefertigt wurden, angebracht. Die offizielle Eröffnung des Blackpooler Riesenrades erfolgte am 22. August 1896.

### Betrieb und Abbruch

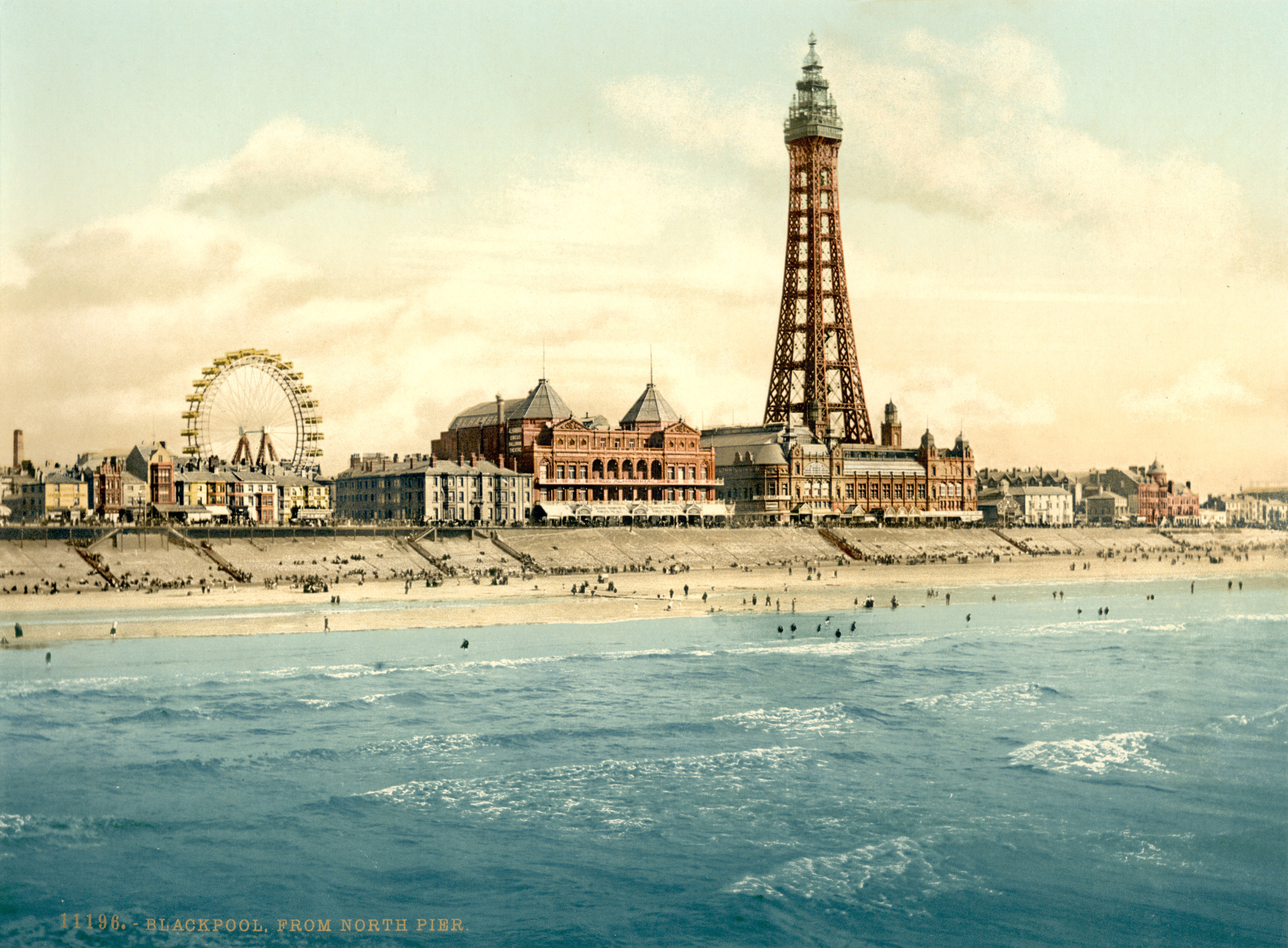
Blackpool Tower und Riesenrad (etwa 1896)

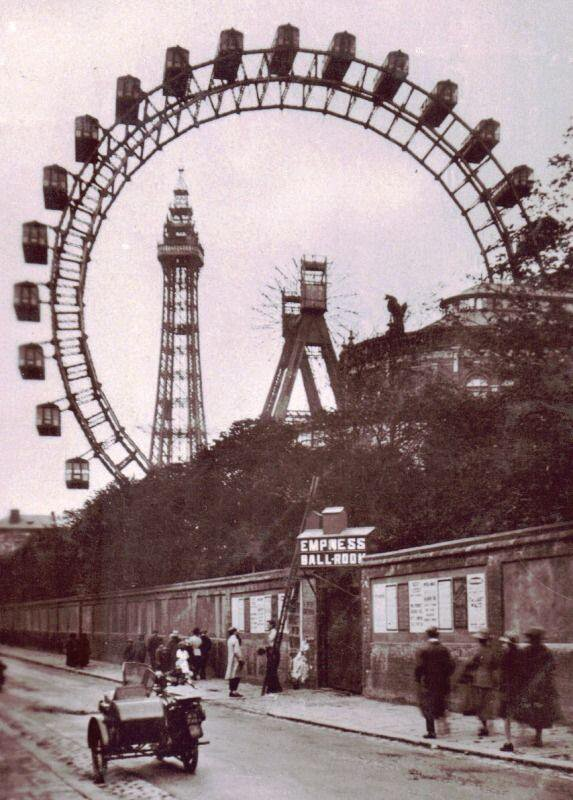
Sicht von der Adelaide Street (um 1910)

Die Auto-Music Company Limited leaste das Riesenrad von der Gesellschaft des Winter Gardens und betrieb es seit seiner Eröffnung. Fortan war neben dem Blackpool Tower auch das neue Riesenrad prägend für das Stadtbild des Badeortes. Aufgrund der Augenfälligkeit und der Konkurrenzsituation der nahe beieinander gelegenen Attraktionen betitelte die Presse die Errichtung als „Kampf der Giganten“ („Battle of the Giants’“). Trotz einer hohen öffentlichen Aufmerksamkeit wurde das Riesenrad bald als billiger Abklatsch des Blackpool Tower angesehen. Die Betreiber versuchten durch verschiedene Maßnahmen, die Attraktivität zu steigern. Beispielsweise wurde eine Gondel zum besonders ausgestatteten Teeraum umgestaltet, welche für besondere Anlässe wie private Feiern und Hochzeiten oder sonstige Anlässe gebucht werden konnte. 1898 wurde das Riesenrad mit einer auffälligen Farbgebung in Rot, Weiß und Blau umgestaltet. Doch keine dieser Maßnahmen half dabei, das Fahrgastaufkommen nachhaltig zu steigern. Nach dem fünfjährigen Betrieb in Blackpool erwog man sogar, das Fahrgeschäft nach Manchester zu verfrachten, was man aufgrund der hohen Kosten allerdings bald verwarf. Das Riesenrad verblieb zwar in Blackpool, aber aufgrund der anhaltend schlechten Resonanz ging am 18. Januar 1916 die Blackpool Gigantic Wheel Co., Ltd. freiwillig in Liquidation. Am 30. Juni desselben Jahres übernahm die Winter Gardens and Pavilion Co., Ltd. für 1150 Pfund die Anlage und führte den Betrieb weiter.
Allerdings stellte sich auch mit dem neuen Betreiber kein Erfolg ein. Das Riesenrad in Blackpool erreichte nie denselben Popularitätsgrad wie seine Pendants in Chicago und London. Als schließlich im Jahr 1928 dann sogar der ehemalige Rivale, die Betreibergesellschaft des Blackpool Tower, den Betrieb des Riesenrades übernahm, war das Ende in Sicht. Der Eigner der Tower Company, Sir John Bickerstaffe, befand, dass das Riesenrad seinen Attraktivitätsgrad eingebüßt habe und auch eine ökonomisch nicht mehr zu rechtfertigende technische Überholung brauche. Am 31. Mai wurde bekanntgegeben, dass zum Ende der Saison das Riesenrad seine Geschäftstätigkeit einstellen werde. Am 12. Oktober wurde ein Vertrag zum Abbruch der Anlage unterzeichnet und am 30. Oktober war der letzte Betriebstag.
Die Gondeln wurden tags zuvor in einer Versteigerung veräußert; einige von ihnen brachten bis zu 20 Pfund ein. Die Bieter verwandelten die Gondeln in Lagerräume, Pavillons oder nutzten sie zu wohnwirtschaftlichen Zwecken. Die Hausmutter des Blackpooler Waisenhauses erwarb ebenfalls eine Gondel und wandelte sie in ein Sommerferienhaus für Kinder um. Diese Gondel wurde 1943 an eine Tankstelle weiterverkauft, die sie fortan als Café nutzte.

## Technische Daten

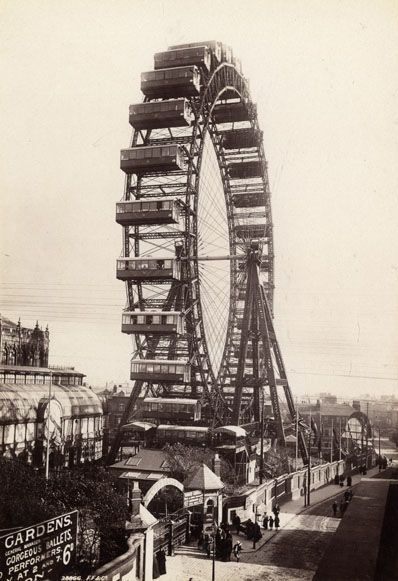
Schrägansicht des Riesenrades (1896)

- Gesamthöhe des Riesenrades: 67 Meter (220 Fuß), Raddurchmesser: 65 Meter
- Masse:
  - Gesamtmasse rund 1000 Tonnen
  - Masse der zwei Schutzlacke und der Bemalung: 2,5 Tonnen
- Gondeln:
  - Anzahl der Gondeln: 30 mit einem Fassungsvermögen von je 40 Personen
  - volle Umdrehung: 15 Minuten
- Radachse:
  - Länge: 12,4 Meter
  - Durchmesser: 0,66 Meter
  - Masse: 29 Tonnen
- Anzahl der Speichen: 250
- Gesamtkosten rund 45.000 Pfund
- Antrieb: zwei halbtransportable, traktorähnliche Dampfmaschinen des Typs 12 N.H.P. des von 1849 bis 1988 bestehenden Unternehmens Robey & Co. aus Lincoln.

## Einordnung zu anderen Riesenrädern
George Ferris als Erfinder des Riesenrades setzte bei der Weltausstellung in Chicago 1893 das erste derartige Fahrgeschäft um. Der Erfolg dieser Erfindung veranlasste den britischen Marineoffizier und Ingenieur Walter Bassett Basset, Ferris das Patent abzukaufen und in der Folge vier weitere Riesenräder in Europa zu errichten. Das heute einzige dieser fünf ersten Riesenräder aus der Zeit um die Jahrhundertwende, das noch steht, ist das Wiener Riesenrad im Prater, welches eine baulich kleinere Kopie des Blackpooler Riesenrades darstellt. Ein für den Stadtteil New Brighton, als Teil des Ortes Wallasey, geplantes Riesenrad wurde aufgrund von Rechtsstreitigkeiten zwischen Basset und Graydon nicht errichtet. Der Ort errichtete als Ersatz dafür den New Brighton Tower, der in den 1920er Jahren abgerissen wurde.
|                    | Chicago | London | Blackpool | Wien       | Paris |
| ------------------ | ------- | ------ | --------- | ---------- | ----- |
| Bild               |         |        |           |            |       |
| Maximale Höhe      | 84 m    | 93,9 m | 67 m      | 64,7 m     | 100 m |
| Errichtungsjahr    | 1893    | 1895   | 1896      | 1897       | 1900  |
| Jahr der Demontage | 1906    | 1907   | 1928      | in Betrieb | 1937  |

Als Hinterlassenschaft steht seit 1990 auf dem Central Pier in Blackpool zum Andenken an das ursprüngliche Riesenrad ein mit 33 Metern etwa halb so hohes.